# Аренс Матели
Аренс Матели (алб. Arens Mateli; Тирана, 10. јул 2000) албански је професионални фудбалер. Игра на позицији везног играча, а тренутно наступа за Приштину.